# Sunny Afternoon
Sunny afternoon is een single uit 1966 van de Britse popgroep The Kinks. Het nummer is geschreven door de singer-songwriter/gitarist van de band Ray Davies en de single bereikte de eerste plaats van vele hitparades in de hele wereld. Later is het nummer verschenen op het album Face to Face.

## Hitnotering

### Nederlandse Top 40
| "Sunny Afternoon" in de Nederlandse Top 40 - binnen 2-07-1966 | "Sunny Afternoon" in de Nederlandse Top 40 - binnen 2-07-1966 | "Sunny Afternoon" in de Nederlandse Top 40 - binnen 2-07-1966 | "Sunny Afternoon" in de Nederlandse Top 40 - binnen 2-07-1966 | "Sunny Afternoon" in de Nederlandse Top 40 - binnen 2-07-1966 | "Sunny Afternoon" in de Nederlandse Top 40 - binnen 2-07-1966 | "Sunny Afternoon" in de Nederlandse Top 40 - binnen 2-07-1966 | "Sunny Afternoon" in de Nederlandse Top 40 - binnen 2-07-1966 | "Sunny Afternoon" in de Nederlandse Top 40 - binnen 2-07-1966 | "Sunny Afternoon" in de Nederlandse Top 40 - binnen 2-07-1966 | "Sunny Afternoon" in de Nederlandse Top 40 - binnen 2-07-1966 | "Sunny Afternoon" in de Nederlandse Top 40 - binnen 2-07-1966 | "Sunny Afternoon" in de Nederlandse Top 40 - binnen 2-07-1966 | "Sunny Afternoon" in de Nederlandse Top 40 - binnen 2-07-1966 |
| Week                                                          | 1                                                             | 2                                                             | 3                                                             | 4                                                             | 5                                                             | 6                                                             | 7                                                             | 8                                                             | 9                                                             | 10                                                            | 11                                                            | 12                                                            | 13                                                            |
| ------------------------------------------------------------- | ------------------------------------------------------------- | ------------------------------------------------------------- | ------------------------------------------------------------- | ------------------------------------------------------------- | ------------------------------------------------------------- | ------------------------------------------------------------- | ------------------------------------------------------------- | ------------------------------------------------------------- | ------------------------------------------------------------- | ------------------------------------------------------------- | ------------------------------------------------------------- | ------------------------------------------------------------- | ------------------------------------------------------------- |
| Nummer                                                        | 7                                                             | 2                                                             | 1                                                             | 1                                                             | 1                                                             | 1                                                             | 2                                                             | 3                                                             | 7                                                             | 9                                                             | 12                                                            | 22                                                            | uit                                                           |

### NPO Radio 2 Top 2000
| Nummer met noteringen in de NPO Radio 2 Top 2000 | '99  | '00 | '01 | '02 | '03 | '04 | '05  | '06 | '07  | '08 | '09 | '10  | '11  | '12  | '13  | '14  | '15  | '16  | '17  | '18  | '19  | '20  | '21  |
| ------------------------------------------------ | ---- | --- | --- | --- | --- | --- | ---- | --- | ---- | --- | --- | ---- | ---- | ---- | ---- | ---- | ---- | ---- | ---- | ---- | ---- | ---- | ---- |
| Sunny Afternoon                                  | 1030 | 600 | 826 | 884 | 990 | 909 | 1079 | 877 | 1239 | 970 | 825 | 1030 | 1080 | 1205 | 1106 | 1191 | 1567 | 1677 | 1685 | 1779 | 1736 | 1892 | 1981 |

1. ↑  Een vetgedrukt getal geeft de hoogste notering aan.
2. ↑  Deze tabel is bijgewerkt tot en met de laatste editie (2024).